# Dasypoda
Dasypoda è un genere di insetti imenotteri simili alle api. Possiede numerose specie, tra cui D. altercator è tra le più diffuse e presenta esemplari lunghi da 1 a 2 centimetri. Dotati di una lingua molto lunga e prensile, adatta a raschiare la corolla dei fiori, questi insetti trattengono il polline mediante fitte spatole presenti sulle loro zampe. Le specie del genere Dasypoda tendono a nidificare nel terreno, in celle poco profonde.

## Specie
- Dasypoda albimana Pérez, 1905
- Dasypoda albipila Spinola, 1838
- Dasypoda altercator Harris, 1780
- Dasypoda argentata Panzer, 1809
- Dasypoda aurata Rudow, 1881
- Dasypoda braccata Eversmann, 1852
- Dasypoda brevicornis Pérez, 1895
- Dasypoda chinensis Wu, 1978
- Dasypoda cingulata Erichson, 1835
- Dasypoda cockerelli Yasumatsu, 1935
- Dasypoda comberi Cockerell, 1911
- Dasypoda crassicornis Friese, 1896
- Dasypoda delectabilis Ghisbain & Michez, 2023
- Dasypoda dusmeti Quilis, 1928
- Dasypoda frieseana Schletterer, 1890
- Dasypoda gusenleitneri Michez, 2004
- Dasypoda heliocharis Gistel, 1857
- Dasypoda iberica Warncke, 1973
- Dasypoda japonica Cockerell, 1911
- Dasypoda leucoura Rudow, 1882
- Dasypoda litigator Baker, 2002
- Dasypoda longigena Schletterer, 1890
- Dasypoda maura Pérez, 1895
- Dasypoda morotei Quilis, 1928
- Dasypoda oraniensis Pérez, 1895
- Dasypoda patinyi Michez, 2002
- Dasypoda pyriformis Radoszkowski, 1887
- Dasypoda pyrotrichia Förster, 1855
- Dasypoda radchenkoi Ghisbain & Wood, 2023
- Dasypoda rudis Gistel, 1857
- Dasypoda sichuanensis Wu, 2000
- Dasypoda sinuata Pérez, 1895
- Dasypoda spinigera Kohl, 1905
- Dasypoda syriensis Michez, 2004
- Dasypoda tibialis Morawitz, 1880
- Dasypoda toroki Michez, 2004
- Dasypoda tubera Warncke, 1973
- Dasypoda visnaga Rossi, 179)
- Dasypoda vulpecula Lebedev, 1929
- Dasypoda warnckei Michez, 2004